# Paris-Roubaix 2012
Paris-Roubaix 2012 var nr. 110 i rækken af Paris-Roubaix endags cykelløb. Løbet blev kørt d. 8 april, 2012 og var 257,5 km. langt. 

## Resultat
|    | Cyclist                   | Hold                    | Tid        |
| -- | ------------------------- | ----------------------- | ---------- |
| 1  | Tom Boonen (BEL)          | Omega Pharma-Quick Step | 5h 55' 22" |
| 2  | Sébastien Turgot (FRA)    | Europcar                | + 1' 39"   |
| 3  | Alessandro Ballan (ITA)   | BMC Racing Team         | + 1' 39"   |
| 4  | Juan Antonio Flecha (ESP) | Team Sky                | + 1' 39"   |
| 5  | Niki Terpstra (NED)       | Omega Pharma-Quick Step | + 1' 39"   |
| 6  | Lars Boom (NED)           | Rabobank                | + 1' 43"   |
| 7  | Matteo Tosatto (ITA)      | Team Saxo Bank          | + 3' 31"   |
| 8  | Mathew Hayman (AUS)       | Team Sky                | + 3' 31"   |
| 9  | Johan Vansummeren (BEL)   | Garmin-Barracuda        | + 3' 31"   |
| 10 | Maarten Wynants (BEL)     | Rabobank                | + 3' 31"   |